# Дерево Фенвика
Дерево Фенвика (двоичное индексированное дерево, англ. Fenwick tree, binary indexed tree, BIT) — структура данных, позволяющая быстро изменять значения в массиве и находить некоторые функции от элементов массива. Впервые описано Рябко Б.Я. в 1989 году. Полная версия опубликована им на  английском в 1992 г.
Через два года (в 1994 г.) появилась статья П. Фенвика , где была описана та же структура, впоследствии  получившая название  "дерево Фенвика".

## Дерево Фенвика для суммы
Будем обозначать для натурального числа {\displaystyle n} {\displaystyle F(n)} максимальный делитель {\displaystyle n}, являющийся степенью двойки (единицу мы также считаем степенью двойки). Нетрудно убедиться, что F(n)=n−(n & (n−1)), где & — побитовое «И» двух целых чисел. Пусть наш массив {\displaystyle a} имеет {\displaystyle n} элементов: {\displaystyle a[1],a[2],\dots ,a[n]}. Для хранения дерева Фенвика понадобится массив из {\displaystyle n} элементов: {\displaystyle b[1],b[2],\dots ,b[n]}. В ячейке {\displaystyle b[t]} будет храниться сумма в ячейках массива {\displaystyle a} с {\displaystyle t-F(t)+1} по {\displaystyle t}.
Дерево Фенвика для суммы поддерживает 2 операции:
1) modify с аргументами {\displaystyle N} и {\displaystyle X} — изменить значение {\displaystyle N}-й ячейки массива {\displaystyle a} на число {\displaystyle X} ({\displaystyle X} может быть как положительно, так и отрицательно).
2) count с аргументом {\displaystyle N} — найти сумму чисел в ячейках массива {\displaystyle a} с 1-й по {\displaystyle N}-ю.
Обе операции могут быть легко реализованы одним циклом.
```
modify (N,X)
  i=N
  Пока i <= размера b
    Увеличить b[i] на X
    Увеличить i на F(i)
```

```
count (N)
  res=0
  i=N
  Пока i > 0
    Увеличить res на b[i]
    Уменьшить i на F(i)
  Ответ = res
```

Сложность обеих операций составляет O(log n). С помощью операции count(N) возможно найти сумму на любом отрезке {\displaystyle [l,r]} за ту же сложность, поскольку при {\displaystyle l}≠1 она в точности равняется {\displaystyle count(r)-count(l-1)}.

## Дерево Фенвика для максимума
Дерево Фенвика для максимума поддерживает следующие операции:
1) modify с аргументами {\displaystyle N} и {\displaystyle X} — если значение в {\displaystyle N}-й ячейке массива {\displaystyle a} меньше {\displaystyle X}, то записать в неё число {\displaystyle X}. В противном случае оставить значение старым.
2) count с аргументами {\displaystyle L} и {\displaystyle R} — найти максимум чисел в ячейках массива {\displaystyle a} с {\displaystyle L}-й по {\displaystyle R}-ю.
Для хранения дерева, кроме массива {\displaystyle a}, будем использовать массивы {\displaystyle left} и {\displaystyle right}. В {\displaystyle t}-й ячейке массива {\displaystyle left} будем хранить максимум на отрезке {\displaystyle [t-F(t)+1,t]}; в {\displaystyle t}-й ячейке массива {\displaystyle right} — максимум на отрезке {\displaystyle [t,t+F(t)-1]} при {\displaystyle t<2^{k}} и на отрезке {\displaystyle [t,t]} при {\displaystyle t=2^{k}}.
Ниже приведена реализация операций.

modify (N,X)
1)a[N]=max(a[N],X)
2)i=N
3)Пока {\displaystyle i\leq 2^{k}}
3.1)left[i]=max(left[i],X)
3.2)Увеличиваем i на F(i)
4)j=N
5)Пока {\displaystyle j>0}
5.1)right[j]=max(right[j],X)
5.2)Уменьшаем j на F(j)

count (L,R)
1)res=0
2)i=L
3)Пока {\displaystyle i+F(i)\leq R}
3.1)res=max(res,right[i])
3.2)Увеличиваем i на F(i)
4)res=max(res,a[i])
5)j=R
6)Пока {\displaystyle j-F(j)\geq L}
6.1)res=max(res,left[j])
6.2)Уменьшаем j на F(j)
7)Ответ = res
Сложность операций = {\displaystyle O(\log(n))}.
Важное ограничение дерева Фенвика для максимума состоит в том, что с помощью него нельзя уменьшить значение, записанное в ячейке. Если требуется, чтобы структура данных имела такую возможность, следует использовать дерево отрезков для максимума.
Операции могут быть легко модифицированы, чтобы дерево Фенвика находило не только значение максимума, но и ячейку, в которой этот максимум достигается.